# 瑞浪市立土岐中学校
瑞浪市立土岐中学校（みずなみしりつ ときちゅうがっこう）は、かつて岐阜県瑞浪市に存在した公立中学校。

## 概要
- 瑞浪市土岐地区（旧・土岐郡土岐町）の中学校であった。1961年、明世中学校と統合。瑞陵中学校の新設により廃校。
- 跡地は中京学院大学中京短期大学部、中京学院大学瑞浪キャンパスの一部となっている。

## 沿革
- 1947年（昭和22年）4月 - 土岐町立土岐中学校として開校。校舎は無く、1年生は土岐小学校、2年生は土岐小学校益見分校、3年生は龍門公会堂を仮校舎とする。
- 1948年（昭和23年）
  - 　4月 - 2年生は旧・土岐小学校益見分校[注釈 2]と益見公会堂[注釈 3]で授業を行う。
  - 8月 - 土岐町字十三河原[注釈 4]に校舎を新築。1・2年生を収容する。
  - 12月 -　校舎がすべて完成。全生徒を収容する。
- 1948年（昭和26年）
  - 3月 - 校舎を増築し、土岐小学校と校舎を取替える。これにより、土岐中学校は土岐小学校校舎に移る。
  - 4月1日 - 瑞浪町と土岐町が合併し、瑞浪土岐町が発足。同時に瑞浪土岐町立土岐中学校に改称する。
- 1954年（昭和29年）4月1日 - 土岐郡瑞浪土岐町、稲津村、釜戸村、大湫村、日吉村、明世村（山野内、月吉、戸狩）、および恵那郡陶町が合併し、瑞浪市が発足。同時に瑞浪市立土岐中学校に改称する。
- 1961年（昭和36年）3月 - 明世中学校と統合し、瑞陵中学校の新設により廃校。校舎は瑞陵中学校土岐教室となる。
- 1964年（昭和39年） - 瑞陵中学校の校舎が完成し、土岐教室は廃止。
- 2019年（平成31年）4月1日 - 瑞陵中学校が日吉中学校、釜戸中学校と統合し、瑞浪市立瑞浪北中学校が新設された。